# Lilia Skala
Lilia Skala est une actrice américaine d'origine autrichienne, née le 28 novembre 1896 à Vienne (Autriche) et morte le 18 décembre 1994 .

## Filmographie
- 1931 : Purpur und Waschblau : Leonore von Cadour
- 1932 : Man braucht kein Geld
- 1933 : Madame wünscht keine Kinder
- 1936 : Mädchenpensionat : Fräulein Hell
- 1936 : Blumen aus Nizza
- 1937 : Unentschuldigte Stunde
- 1953 : Call Me Madam : Grand Duchess Sophie
- 1963 : Le Lys des champs (Lilies of the Field) : Mère Maria
- 1965 : La Nef des fous (Ship of Fools) : Frau Hutten
- 1967 : Opération Caprice (Caprice) : Madame Piasco
- 1968 : Charly : Dr Anna Straus
- 1976 : Deadly Hero : Mrs. Broderick
- 1977 : Roseland de James Ivory : Rosa (The Peabody)
- 1979 : Heartland : Mrs. Landauer
- 1982 : The End of August : Mlle Reisz
- 1983 : Flashdance : Hanna Long
- 1983 : Le Dernier testament (Testament) : Fania Morse
- 1987 : House of Games : Dr Maria Littauer
- 1990 : Men of Respect : Lucia